# Еліас Гавел
Еліас Гавел (нім. Elias Havel, нар. 16 квітня 2003) — австрійський футболіст, нападник клубу «Гартберг», в якому грає в оренді з клубу ЛАСК (Лінц), та молодіжної збірної Австрії. Виступав також за клуб «Ліферінг».

## Клубна кар'єра
Еліас Гавел народився 2003 року. Розпочав займатися футболом у юнацькій команді футбольного клубу «Зіммерингер СК», пізніше продовжував виступи в юнацьких командах клубів «Ферст Вієнна», «Аустрія» (Відень) та «Ред Булл».
У професійному футболі Гавел дебютував 2021 року виступами за команду «Ліферінг», в якій грав до 2023 року, взявши участь у 61 матчі чемпіонату. У 2023 році футболіст перейшов до складу клубу ЛАСК (Лінц). у 2024 році керівництво клубу віддало нападника в оренду до клубу «Гартберг».

## Виступи за збірні
У 2018 році Еліас Гаве дебютував у складі юнацької збірної Австрії, загалом на юнацькому рівні взяв участь у 12 іграх, відзначившись 2 забитими голами.
З 2023 року Гавел грає у складі молодіжної збірної Австрії. На молодіжному рівні зіграв в одному офіційному матчі.